# Мод Фландерс
Мод Фландерс — персонажка мультсеріалу «Сімпсони». З серії "Нед втрачає Мод" з 11 сезону — померла, коли впала зі стадіону. Вона ще фігурувала у коміксах до початку 2002 року. Хоча у 1994 вона казала, що їй 37 років, вона не постаріла ні на день, і при похороні їй було не 43 (за часом), а 37 років за задумом, що герої мають незмінний вік.

## Історія життя

### За життя
Мод Фландерс одноліток Мардж, їй 37 (у мультфільмі) або 36,5 (у коміксах). Вона народилася і виросла у рідному
місті Спрингфілді. Вона ще змалку була знайома з Хелен Лавджой і Мардж Сімпсон.Разом з ними вона поїхала у табір етикету, де Мардж уперше зустрілася з Гомером. Мод теж була віруючою жінкою, але не настільки, як Нед Фландерс.
У 26 років Мод поїхала у заміський церковний табір і познайомилася з чоловіком на ім'я Нед (це і був Фландерс). Вони швидко подружились і стали ходити на побачення. Через рік вони одружились. Після одруження Мод ще більш стала побожною, як Нед. У них народилось 2 дітей — Род і Тодд. Мати двох синів — очевидно реліквія Фландерсів, оскільки усі родичі Неда теж мають по двоє синів. Їхні діти теж стали копіями Фландерса.

### Смерть
У задумці сценаристів, Мод Фландерс не мала б померти. Це зображено на передбаченні першого весілля Ліси Сімпсон, де Мод була присутня(6 сезон). Щоправда, цю сюжетну лінію змінили. Мод Фландерс помирає у одинадцятому сезоні, у серії «Alone-Diddly-Again», що мав ще одну назву «Ned looses his Maude», що перекладається як «Нед втрачає Мод». У цій серії нічого не провіщало смерть Мод Фландерс. Декораціями її загибелі стає Спрингфілдський Автодром. Причиною смерті Мод є те, що жінки з групи підтримки вистрілили футболками у Гомера. Гомер відхилився і футболки у комку попали у Мод, яка несла хот-доги. Тому, частково, причина її смерті лежить і на Гомері. Іще декілька разів Мод з'являлася, у Раю, саме коли її син Родд врятував Барта від мавпи на ім'я Тут, яка є мамою мавпочки Красті — Містера Тіні.

### Справжня причина «смерті» персонажа
Справжньою причиною смерті цього персонажа була не задумка сценаристів, а те, що акторка Маргарет Розвелл відмовилася її більше озвучувати, оскільки була незадоволена своєю зарплатнею. Цей персонаж так само довелося "вбити", як і Троя Маклура та Л.Гуця. Проте ці двоє не загинули, а їх просто не показують через смерть Філа Гартмана у 1998
році. Іншого ж померлого персонажа — Марвіна Монро знову оживили (той помер у 1997), бо знайшли заміну голосу.

## Культурний вплив
Мод стає перед глядачами, як висококультурна жінка. Її висока моральність підкреслюється у чи не кожній серії мультфільму.
Вона завжди проти насилля і майже добилась того, щоб діти Спрингфілда перестали дивитись мультсеріал Чух і Сверблячка,
оскільки там небувалий навіть для фільмів жаху відсоток насильства. Вона дуже різко виступає проти розпусти і війни, очевидно, щоб підтримати у всьому свого чоловіка Неда. Вона дружить з Мардж, не знаючи її темної і дуже розпусної сторони. На відміну від Хелен Лавджой, вона ніколи не пліткує - бо вважає це гріхом. Мод входила до клубу читачів Спрингфілда разом із Мардж, але так було у ранніх сезонах серіалу. Мод змінила характер після одруження і іноді здається, що вона і справді була Недом запрограмована бути ще більше побожною.

## Див.також
- Нед Фландерс
- Род і Тодд Фландерс